# Mélanie (album)
Mélanie è il settimo album della cantante canadese Céline Dion, pubblicato in Canada il 22 agosto 1984.

## Contenuti, successo commerciale e riconoscimenti
La title track era dedicata alla nipotina di Céline, Karine, ammalata di fibrosi cistica.
L'album divenne un altro successo commerciale, diventando il più venduto dell'anno e ottenendo il disco d'oro in Canada. Dall'album sono stati tratti tre singoli promozionali. Il primo singolo fu Une colombe, scritta appositamente per la visita di Papa Giovanni Paolo II in Canada ed è una dei più grandi successi della carriera pre-Sony della Dion. Céline eseguì la canzone per il Papa, davanti a 65.000 persone allo Stadio Olimpico di Montreal nel 1984, ed è stata anche certificata disco d'oro raggiungendo la posizione numero 2 della classica québecchese. Il secondo singolo fu invece Mon rêve de toujours, che raggiunse la quarta posizione della classifica. Il terzo singolo pubblicato fu Un amour pour moi.
L'anno successivo, Céline Dion vinse cinque Félix Award, nelle categorie: Album dell'Anno e Album più venduto dell'Anno per Mélanie, Artista Femminile dell'Anno, Canzone dell'Anno e Singolo più venduto per Une colombe. E fu nominata in altre categorie, quali Album Pop dell'Anno per Mélanie, Artista dell'Anno che ha ottenuto il maggior successo al di fuori del Québec e Show dell'Anno per Céline Dion en concert. Inoltre, Harvey Robitaille vinse nella categoria Ingegnere del Suono dell'Anno grazie a Céline Dion en concert,  mentre Paul Baillargeon fu nominato per Arrangiatore dell'Anno grazie a Une colombe.
Nell'84, la Dion pubblicò il suo secondo album in Francia, chiamato Les oiseaux du bonheur, che conteneva cinque canzoni di Mélanie.
Nel 2016, Trois heures vingt è stata usata come canzone per la processione di apertura durante le funzioni funebri di René Angélil. Questa fu inclusa nell'album di Céline del 2016, Encore un soir.
Questo album dà vita ad una Céline, come cantante di ballate sentimentali e romantiche, un'immagine che l'abbraccerà per tutta la sua carriera.

## Tracce

### Mélanie

#### Lato A
1. Mélanie – 3:43 (Eddy Marnay, Diane Juster)
2. Chante-moi – 3:21 (Marnay, Alain Noreau)
3. Un amour pour moi – 3:20 (Marnay, Thierry Geoffroy, Christian Loigerot)
4. Trop jeune à dix-sept ans – 4:40 (Marnay, Paul Greedus, Barry Blue)
5. Mon rêve de toujours – 4:17 (Marnay, Jean-Pierre Goussaud)

#### Lato B
1. Va où s'en va l'amour – 3:20 (Marnay, Noreau)
2. Comme on disait avant – 3:30 (Marnay, Noreau)
3. Benjamin – 4:30 (Marnay Pierre Papadiamandis)
4. Trois heures vingt – 3:34 (Marnay, Pascal)
5. Une colombe – 3:08 (Marcel Lefebvre, Paul Baillargeon)